# João Cláudio Derosso
João Cláudio Derosso (Curitiba, 15 de abril de 1957) é um político brasileiro.
Filho de colonos italianos, cursou engenharia cartográfica na Universidade Federal do Paraná e administração na Universidade Tuiuti do Paraná.
Entrou na vida política em 1988 como vereador e foi reeleito cinco vezes: em 1992, 1996, 2000, 2004 e 2008, seu mandato mais recente, como vereador de Curitiba pelo PSDB, sendo eleito com 11.189 votos. Participou de discussões importantes na prefeitura de Curitiba, tais como o projeto de transparência da Câmara Municipal, da qual foi presidente por um longo período.
Derosso também estava envolvido num escândalo em que contratava a empresa de publicidade da própria mulher para desviar dinheiro público da casa.
Em 2012, teve seu mandato de vereador cassado por infidelidade partidária.